# Бориславка
Бориславка (пол. Borysławka) — колишнє українське село Перемишльського повіту Львівського воєводства (нині гміна Фредрополь, Перемишльський повіт, Підкарпатське воєводство, Польща). Спалене 1945 внаслідок операції польської Армії Крайової.

## Географія
Протікає потік Бориславка, який впадає у Вігор.

## Історія
Після захоплення цих земель Польщею територія в 1340–1772 роках входила до складу Перемишльської землі Руського воєводства Королівства Польського.
Перша згадка про Бориславку датується 1494 роком, коли Ян Риботицький отримав вищезгадане село.
1772 року внаслідок першого поділу Польщі село Бориславка відійшло до монархії Габсбургів, провінція Королівство Галичини та Володимирії.
Після розпаду Австро-Угорщини і утворення 1 листопада 1918 р. Української Держави на її українських етнічних теренах (з 13 листопада — Західноукраїнська Народна Республіка) це переважно населене українцями село Надсяння було окуповане Польщею, що було закріплено в Ризькому мирному договорі 1921 року. 1921 року в селі було 110 житлових будинків і 630 мешканців, з них 608 осіб були греко-католицького віросповідання, 12 римо-католиків та 10 юдеїв. На 1.01.1939 в селі було 810 жителів, з них 780 українців-грекокатоликів, 10 українців-римокатоликів, 5 поляків, 15 євреїв. Село входило до ґміни Риботиче Добромильського повіту Львівського воєводства.
Після нападу 1 вересня 1939 року Третього Рейху на Польщу й початку Другої світової війни та вторгнення СРСР до Польщі з 17 вересня 1939 року, Бориславка, що знаходиться на правому, східному березі Сяну, разом з іншими навколишніми селами відійшла до СРСР і ввійшла до складу утвореної 27 листопада 1939 року Дрогобицької області УРСР (обласний центр — місто Дрогобич).
З початком німецько-радянської війни село вже в перший тиждень було зайняте військами вермахту.
31 липня 1944 року село було зайняте Червоною армією. 13 серпня розпочато примусову мобілізацію українського населення Дрогобицької області до Червоної армії.
В березні 1945 року Бориславку, як і весь Бірчанський район з районним центром Бірча, Ліськівський район з районним центром Лісько та західна частина Перемишльського району включно з містом Перемишль зі складу Дрогобицької області передано Польщі.
Українське населення було депортоване, а село спалене у жовтні 1945 року внаслідок операції «Вісла», польською Армією Крайовою, хоча дане польське джерело вважає примусове виселення українців справою рук Війська польського. До кінця 1980-х років ця безлюдна територія на 96 % заросла лісом, була відгороджена від решти світу і називалася Арламівське Панство.

## Релігія
- церква Святого Івана Богослова (1750; УГКЦ; дерев'яна; зруйнована у 1940-х)

## Пам'ятки
У рельєфі колишнього села вгадуються рільничі тераси, сільські дороги, цвинтар з понищеними надгробками і залізними хрестами, кілька криниць, ретки хатніх печей. Наявні здичавілі яблуні і груші, вздовж головної дороги ростуть вікові липи, ясени, в'язи і клени.

## Відомі люди
Народилися
- Павло Василик (1926—2004) — єпископ-ординарій Коломийсько-Чернівецької єпархії УГКЦ.

## Галерея

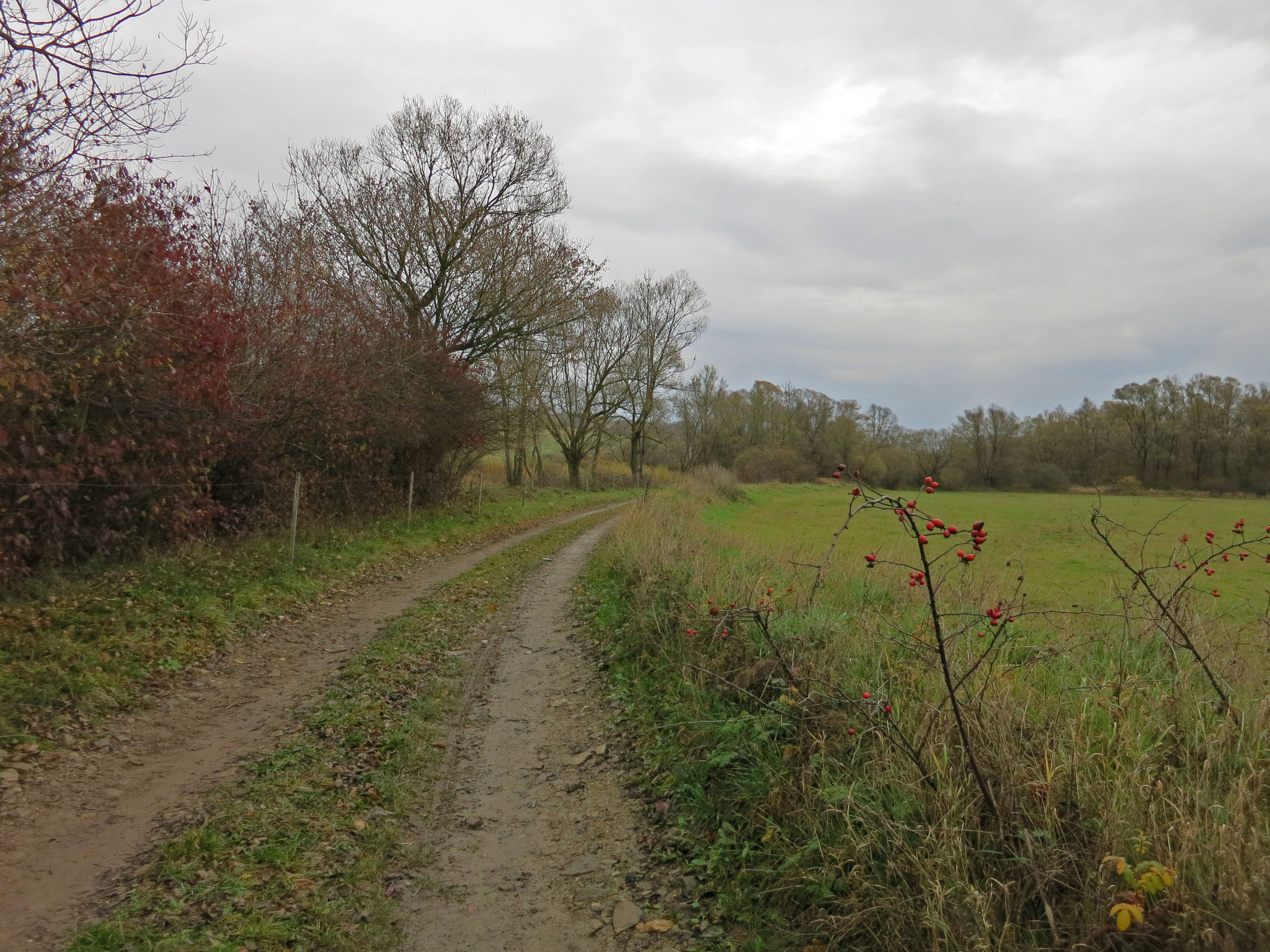
Дорога
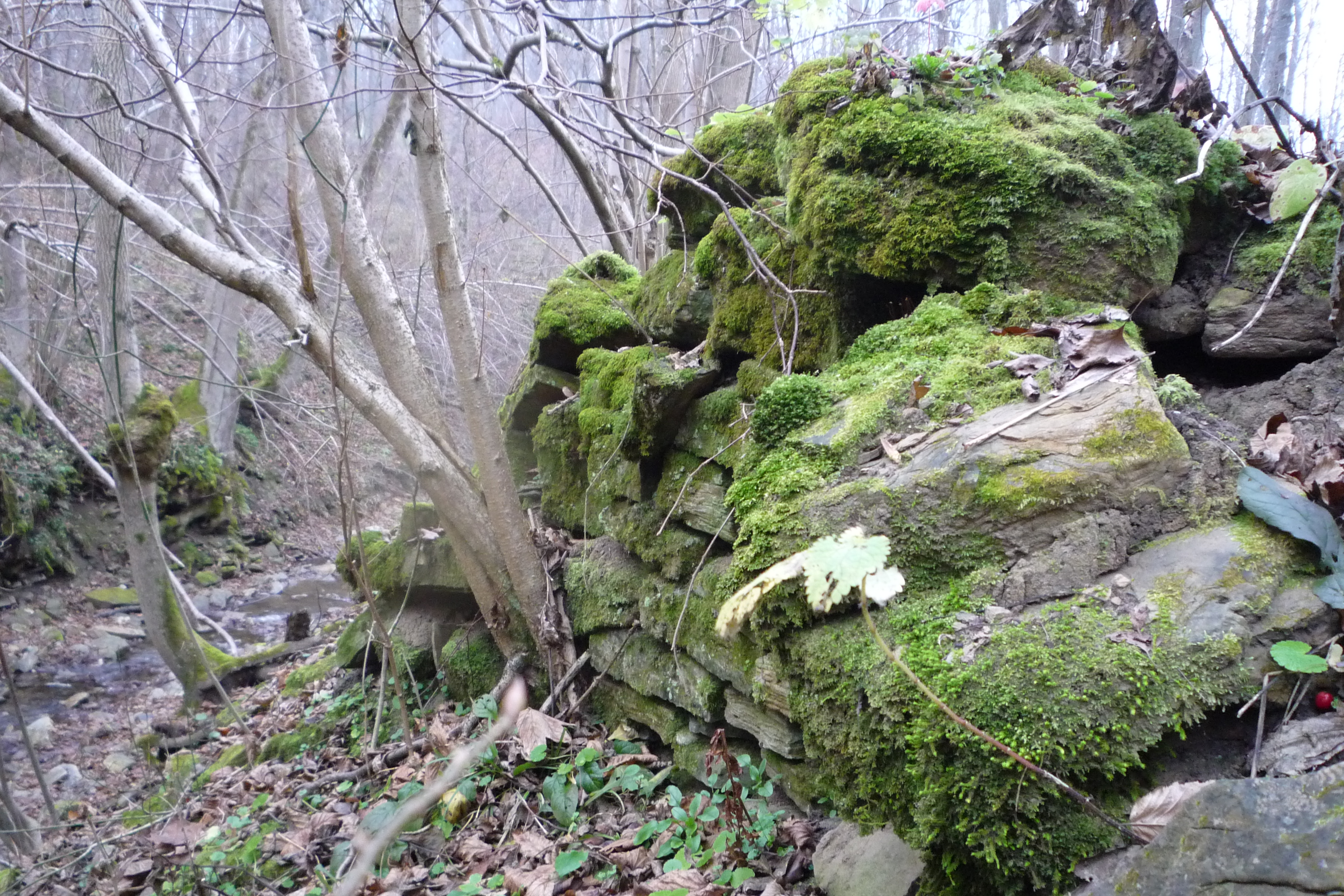
Залишки кам'яних фундаментів
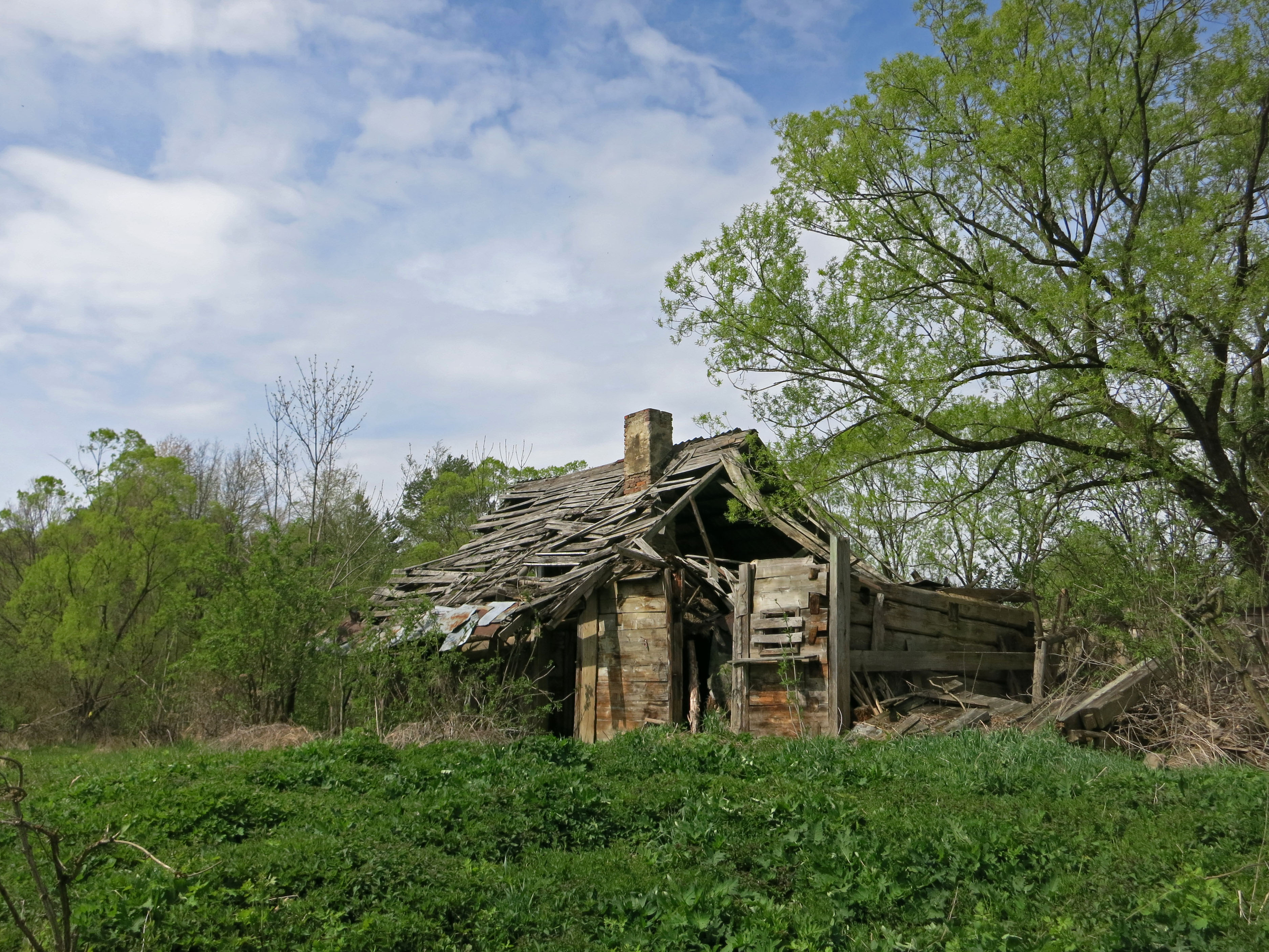
Руїни будинку